# Polygoniodes furva
Polygoniodes furva là một loài bướm đêm trong họ Noctuidae.